# Polygonum polycnemoides
Polygonum polycnemoides är en slideväxtart som beskrevs av Jaub. & Sp.. Polygonum polycnemoides ingår i släktet trampörter, och familjen slideväxter.

## Underarter
Arten delas in i följande underarter:
- P. p. oliveri
- P. p. polycnemoides